# Paradaemonia samba
Paradaemonia samba är en fjärilsart som beskrevs av William Schaus 1906. Paradaemonia samba ingår i släktet Paradaemonia och familjen påfågelsspinnare. Inga underarter finns listade i Catalogue of Life.